# Société de transport de Montréal
Pour les articles homonymes, voir STM.
La Société de transport de Montréal, ou STM, est une entreprise publique qui exploite les transports en commun à Montréal, à savoir le métro et le service d'autobus. Elle fut créée formellement en 2002 pour remplacer la Société de transport de la Communauté urbaine de Montréal à la suite de la fusion municipale de Montréal.  
Aujourd’hui, la STM exploite 4 lignes de métro entièrement souterraines composant 68 stations, 220 lignes d'autobus et 23 lignes d'autobus de nuit. Elle assure 364 millions de déplacements par an, soit  plus de 1,3 million de déplacements chaque jour. 
Elle exploite le deuxième réseau de transport en commun urbain en importance au Canada après celui de la Commission de transport de Toronto et le troisième réseau de métro en Amérique du Nord après le Métro de New York et le Métro de Mexico. 
La STM est dirigée par un directeur général. Il répond à un conseil d’administration formé d’élus municipaux et de représentants des usagers du transport en commun. 

## Historique

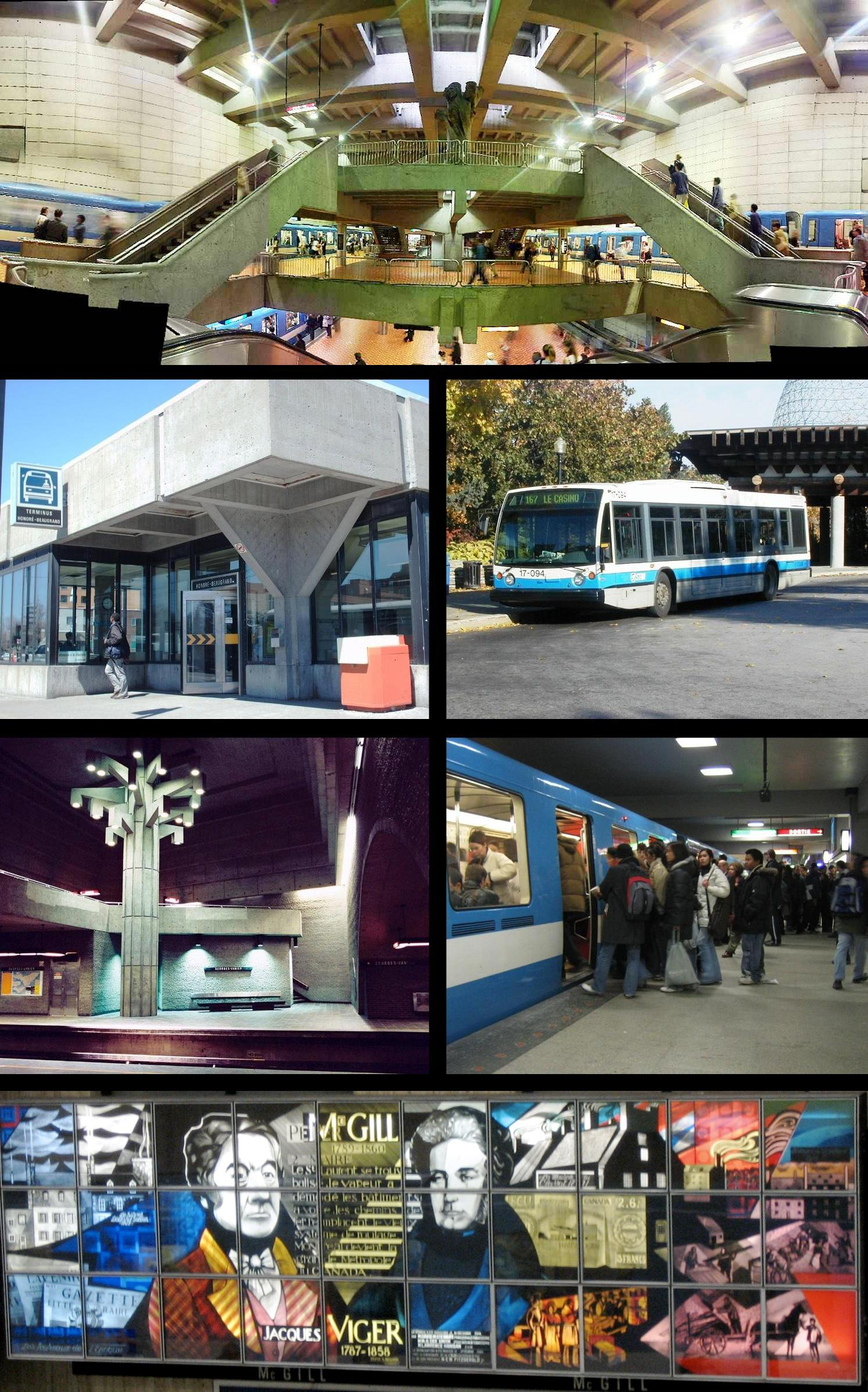
Mosaïque des lieux et services de la STM

La STM a été créée en 2002 en remplacement de la STCUM.

### Sociétés privés (1861-1951)
Plusieurs sociétés de transport public se sont succédé avant la STM. De 1861 à 1886, la Montreal City Passenger Railway Company exploitait un petit réseau de tramway hippomobile.
Puis en 1886, l'entreprise change de nom pour Montreal Street Railway Company. Le premier tramway électrique apparaît en 1892 et est nommé le Rocket.  Nouveau changement de nom en 1893 : MSTR devient MTR pour Montreal Island Beltline Railway. Un an plus tard, le réseau est complètement électrifié et à la fin de 1894, le dernier tramway à traction animale est retiré du service. De 1910 à 1911, la compagnie prend le nom de Montreal Public Service Corporation avant de changer à nouveau pour Montreal Tramways Company.
Bien qu'ils soient mis en service dès 1919, les autobus ne s'imposent qu'en 1925, avec la création de plusieurs lignes régulières. Puis en 1937, les premiers trolleybus sont utilisés. La compagnie compte en 1939 : 929 tramways, sept trolleybus et 224 autobus pour près de 200 millions de voyageurs par an. 

### CTM (1951-1970)
Le remplacement des lignes de tramway par des autobus débute dès 1951, alors qu'une loi votée par le gouvernement provincial fait passer l'ensemble de la gestion des transports en commun de Montréal à un organisme public créé pour l'occasion, la Commission de transport de Montréal (CTM). Le dernier tramway est retiré du service en 1959.
Le métro est inauguré en 1966, et la même année voit la fin de la circulation des trolleybus. 

### CTCUM (1970-1985) puis STCUM (1985-2002)
La CTM est remplacée le 1er janvier 1970 par la Commission de transport de la Communauté urbaine de Montréal (CTCUM) lors de la constitution de la Communauté urbaine de Montréal.
Le 30 novembre 1983, le gouvernement du Québec prend un décret assujettissant les services d’autobus de la CTCUM au régime des services essentiels en cas de grève.
En 1985, la CTCUM entreprend un nouveau changement d’identité en devenant la Société de transport de la communauté urbaine de Montréal (STCUM).

#### Récession et réforme du financement (1988-1995)
À partir de la fin des années 1980, l’achalandage de la STCUM baisse dans un contexte de récession et de fort chômage dans la région métropolitaine.
En 1991, la STCUM est frappée par la Réforme Ryan, qui abolit le financement du gouvernement du Québec aux transports collectifs. Le 25 mai 1991, le projet de loi 145 est adopté par l’Assemblée nationale et la STCUM voit ses revenus réduits de 23 %, soit 156,3 millions de manque à gagner en 1991. Une partie est compensée par une forte augmentation des tarifs (+ 25 %) en 1991 et une réduction des dépenses de la société par une entente négociée avec ses syndicats, prévoyant notamment un prolongement d’un an de la convention collective en vigueur assortie d’un gel des salaires en 1993.
En 1992, la STCUM commence à percevoir les recettes de la contribution annuelle de 30 $ pour l’immatriculation des véhicules annoncée par le ministre Claude Ryan en mai 1991. Dans sa première année, la contribution rapporte 30,9 millions de dollars à la STCUM.

#### Création de l’AMT (1996-2002)
La gestion des deux lignes de trains de banlieue est retirée à la STCUM en 1996 et transférée à l’Agence métropolitaine de transport, nouvellement créée.

### STM (depuis 2002)
Ce n’est qu’en 2002 que la Société de transport de Montréal est créée, prenant la place de la STCUM.

### Identité visuelle
En 2025, la STM renouvelle ses panneaux d’arrêt d’autobus pour améliorer la lisibilité.

Logo de la STCUM de 1985 jusqu’en 2002.
Logo de 2002 jusqu’en 2010, reste présent sur une partie des installations.
Logo depuis 2010.

## Tarification
Les tarifs du métro et des autobus sont complètement intégrés, un ticket donnant droit à un déplacement complet, quel que soit le moyen utilisé ou le nombre de correspondances (dans la limite de 120 minutes). Les titres de transport se présentent sous diverses formes : billets magnétisés, cartes hebdomadaires et mensuelles magnétisées, correspondances d’autobus sous forme de cartes magnétisées, à présenter au lecteur intégré dans les tourniquets d’accès, ou encore billets à tarif réduit non magnétisés à présenter au changeur. 
Il y a une tarification en partie différente pour les stations de métro situées à Laval : Cartier, De la Concorde et Montmorency. Même chose pour la station de métro située à Longueuil : Longueuil–Université-de-Sherbrooke.
Les tarifs sont aussi partiellement intégrés avec ceux des trains de banlieue d’Exo (carte TRAM notamment). Les cinq stations intermodales de Vendôme, Lucien-L’Allier, Bonaventure, De la Concorde (ligne orange) et Parc (ligne bleue) permettent une correspondance entre le métro et les trains de banlieue.
Voici une grille tarifaire valide à compter d’octobre 2020, où le tarif réduit est offert aux personnes éligibles et détenteurs d’une carte OPUS enregistrée avec photo :
| Titre                                        | Ordinaire      | Étudiant       | Réduit   |
| -------------------------------------------- | -------------- | -------------- | -------- |
| 1 passage                                    | 3,50 $         | 3,50 $         | 2,50 $   |
| 2 passages                                   | 6,50 $         | 6,50 $         | 4,50 $   |
| 10 passages                                  | 31,50 $        | 31,50 $        | 21,00 $  |
| Soirée illimitée                             | 5,50 $         | 5,50 $         | 5,50 $   |
| 1 jour                                       | 10,00 $        | 10,00 $        | 10,00 $  |
| Week-end illimité                            | 14,25 $        | 14,25 $        | 14,25 $  |
| 3 jours                                      | 20,00 $        | 20,00 $        | 20,00 $  |
| Hebdo                                        | 27,25 $        | 27,25 $        | 16,00 $  |
| Mensuel                                      | 88,50 $        | 52,00 $        | 52,00 $  |
| 4 mois                                       | Non disponible | 204,00 $       | 204,00 $ |
| Groupe                                       | Non disponible | Non disponible | 17,50 $  |
| Aéroport Mtl-Trudeau (747) Passage 747 ouest | 11,00 $        | 11,00 $        | 11,00 $  |

## Services

### Métro
La STM exploite quatre lignes de métro. Ce dernier ne voyage pas seulement sur l'ile de Montréal, mais aussi à Laval (la direction Montmorency sur la ligne orange) ainsi qu'à Longueuil (terminus de la ligne jaune). Le service débute à 5 h 30 et se termine entre 0 h 30 et 1 h 30, selon la ligne et le jour de la semaine. Sur les lignes les plus fréquentées (la ligne verte et la ligne orange), l'intervalle prévue entre deux trains aux heures de pointe est de 2 min 30 s à 4 min, soit les matins entre 6 h 30 et 9 h 00, et en début de soirée entre 16 h 00 et 18 h 30. Pendant les autres moments de la journée, l’intervalle prévue entre deux trains peut être de 4 min à 10 min.
Le métro de Montréal comporte quatre lignes qui sont codifiées par couleur, orange, verte, bleue et jaune :
- La ligne orange est la ligne la plus fréquentée. Elle est composée des stations Montmorency, De la Concorde, Cartier, Henri-Bourassa, Sauvé, Crémazie, Jarry, Jean-Talon, Beaubien, Rosemont, Laurier, Mont-Royal, Sherbrooke, Berri-UQAM, Champ-de-Mars, Place-d’Armes, Square-Victoria-OACI, Bonaventure, Lucien-L’Allier, Georges-Vanier, Lionel-Groulx, Place-Saint-Henri, Vendôme, Villa-Maria, Snowdon, Côte-Sainte-Catherine, Plamondon, Namur, De la Savane, Du Collège, Côte-Vertu.
- La ligne verte est la ligne principale pour se rendre au centre-ville. Elle est composée des stations Honoré-Beaugrand, Radisson, Langelier, Cadillac, Assomption, Viau, Pie-IX, Joliette, Préfontaine, Frontenac, Papineau, Beaudry, Berri-UQAM, Saint-Laurent, Place-des-Arts, McGill, Peel, Guy-Concordia, Atwater, Lionel-Groulx, Charlevoix, LaSalle, De l’Église, Verdun, Jolicoeur, Monk, Angrignon.
- La ligne bleue est composée des stations Saint-Michel, D’Iberville, Fabre, Jean-Talon, De Castelnau, Parc, Acadie, Outremont, Édouard-Montpetit, Université-de-Montréal, Côte-des-Neiges, Snowdon.
- La ligne jaune est composée des stations Berri-UQAM, Jean-Drapeau et Longueuil-Université-de-Sherbrooke.

La plupart des noms des stations sont nommés après des rues qui sont à côté (76%). Elles sont aussi nommées d’après des institutions, des quartiers ou des parcs avoisinants. Ces endroits ont souvent comme origine des figures historiques, tels que des politiciens, des fonctionnaires ou des membres du clergé. 

### Autobus

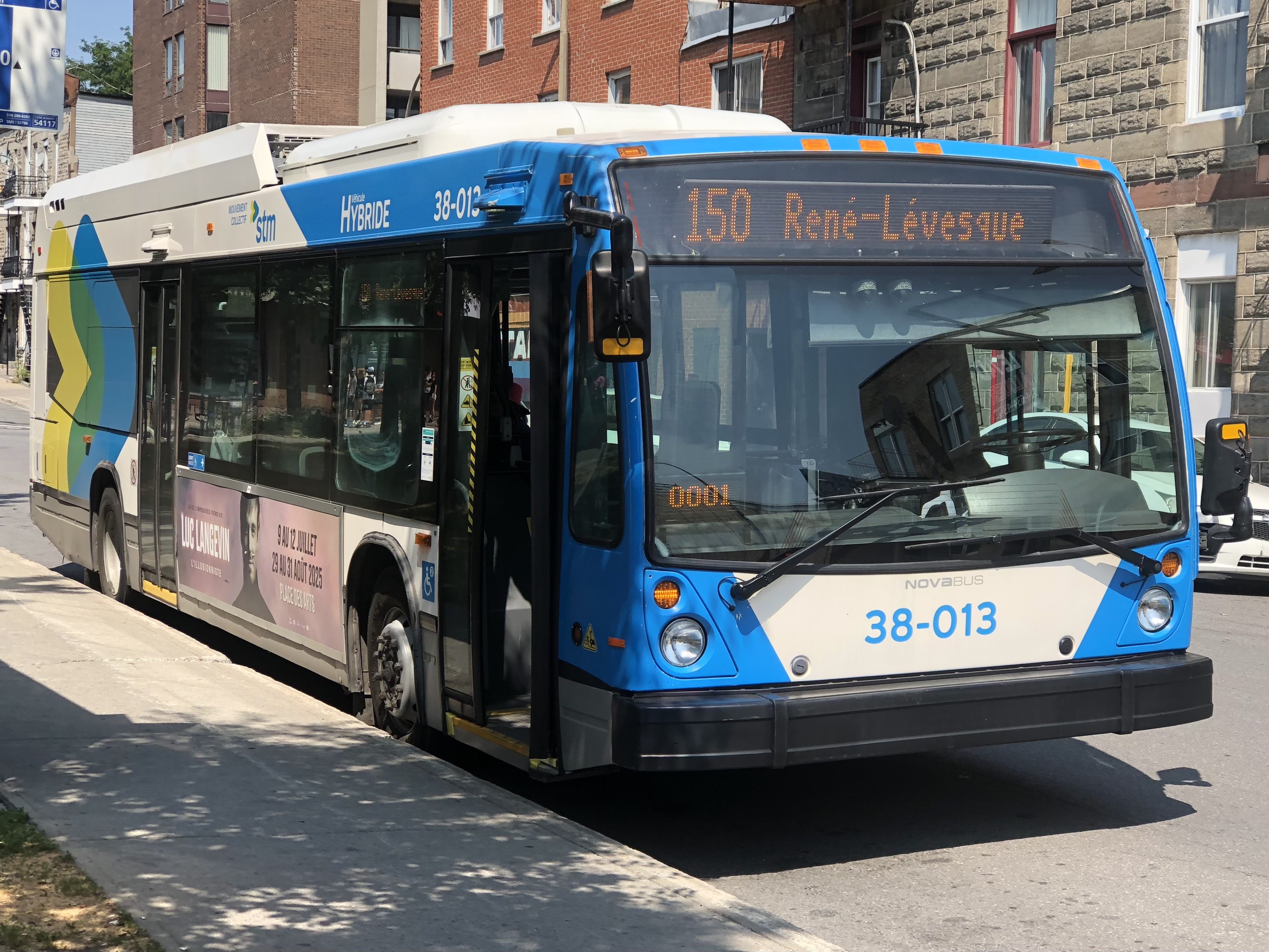
Un Nova Bus LFS hybride

Le réseau est constitué de 228 lignes d'autobus (dont 23 lignes de nuit). Il comporte des lignes particulières :
- 10 à 249 Réseau Local : Service Régulier
- 250 à 299 Navettes Or : Circuits pour personnes âgées
- 350 à 399 Réseau de Nuit : Circuits disponibles pendant la nuit
- 400 à 499 Réseau Express : Circuits comportant des sections sans arrêt
- 700 à 999 Réseau de Navettes : Circuits vers un lieu touristique ou un évènement

Les planibus, feuillet regroupant le trajet et l'horaire des principaux arrêts, sont offerts à chaque nouvelle saison. Chaque arrêt d'autobus a un code d'arrêt qui permet d'obtenir les heures de passage via le système téléphonique AUTOBUS ou le site web.
La ville de Montréal a annoncé vouloir se doter d'un parc d'autobus entièrement électrique d'ici à 2025,. C'est à partir de 2012 que la STM n'a commencé à acheter que des bus électriques et hybrides.
| Modèle                         | Nombre d'exemplaires | Années de livraison | Notes                                   |
| ------------------------------ | -------------------- | ------------------- | --------------------------------------- |
| MCI Classic                    | 0 / 200              | 1991-1993           | Retirés                                 |
| Nova Bus Classic               | 0 / 421              | 1993-1995           | Retirés                                 |
| Nova Bus LFS 1re génération    | 0 / 238              | 1996-1998           | Retirés                                 |
| Nova Bus LFS 2e génération     | 118 / 855            | 2001-2009           | Retrait progressif                      |
| Nova Bus LFS 3e génération     | 604 / 610            | 2009-2013           |                                         |
| Nova Bus LFS HEV 4e génération | 871                  | 2016-…              | Hybride - En cours de livraison         |
| Nova Bus LFSe                  | 7                    | 2016-2019           | 100 % électrique - Sur la ligne 36 Monk |
| New Flyer XE40                 | 29                   | 2020                |                                         |
| Nova Bus LFS articulé          | 220 / 257            | 2009-2013           | Retrait progressif                      |
| Ford E-Series                  | 86                   | 1997-...            | En cours de livraison                   |

### Tramway
Un réseau de tramway a circulé de 1861 à 1959, mais un demi-siècle après sa disparition, le tramway pourrait à nouveau rouler dans les rues de Montréal. La première ligne située dans le Vieux-Montréal fera partie de l'ambitieux Plan de transport de la Ville de Montréal. Le tracé actuellement proposé par la Société du Havre de Montréal est long de 4,5 km et ferait partir la ligne du square Dorchester jusqu'à Berri-UQAM. Toutefois, le nouveau tramway ne verra pas le jour avant 2017 (En 2023, toujours pas de tramway).

### Taxi collectif
La Société de transport de Montréal offre aussi un service de taxi collectif . N’étant pas un transport en commun, mais plutôt un transport public, le transport collectif par taxi est disponible dans les zones et quartiers où une implantation d’un service d’autobus régulier est irréalisable.
Voici une grille tarifaire valide à compter de juillet 2023, où le tarif réduit est offert aux personnes éligibles et détenteurs d'une carte OPUS enregistrée avec photo :
| Titre     | Ordinaire      | Étudiant | Réduit'  |
| --------- | -------------- | -------- | -------- |
| 1 passage | 3,75 $         | 3,75 $   | 2,75 $   |
| Hebdo     | 30,00 $        | 30,00 $  | 18,00 $  |
| Mensuel   | 97,00 $        | 58,00 $  | 58,00 $  |
| 4 mois    | Non disponible | 226,00 $ | 226,00 $ |

## Centres de transport
Les centres de transport de la Société de transport de Montréal servent à entreposer les véhicules durant les périodes où les autobus ne sont pas en service, à entretenir et à réparer les véhicules et à servir de lieu de départ pour les chauffeurs d'autobus. Ils sont situés dans différents secteurs de l'Île de Montréal afin d'optimiser l'efficacité du réseau. Il y en a huit en tout. https://www.fleetstatsapp.com/
| Garage                          | Arrondissement                       | Nombre de véhicules |
| ------------------------------- | ------------------------------------ | ------------------- |
| Anjou                           | Anjou                                | 285                 |
| Frontenac                       | Ville-Marie                          | 154                 |
| LaSalle                         | LaSalle                              | 282                 |
| Legendre                        | Ahuntsic-Cartierville                | 331                 |
| Mont-Royal                      | Le Plateau-Mont-Royal                | 141                 |
| Saint-Denis                     | Rosemont-Petite-Patrie               | 148                 |
| Saint-Laurent                   | Saint-Laurent                        | 254                 |
| Saint-Michel (transport adapté) | Villeray-Saint-Michel-Parc-Extension |                     |
| Stinson                         | Saint-Laurent                        | 254                 |